# Robert Barron (Erfinder)
Robert Barron (* 1736 in Middlesex, Großbritannien; † 1794) war ein britischer Erfinder.
Im Alter von 16 Jahren begann er seine Schlosserlehre in der Werkstatt von Robert Patience. 1763 erbten er und sein Bruder Francis das Familienunternehmen. 
1776 heiratete er seine Frau Ann und erhielt 1778 das Patent für sein Zuhaltungsschloss. Robert Barron starb 1794 im Alter von 58 Jahren; den Familienbetrieb, der noch bis 1887 existierte, vererbte er an seine Frau und seinen Sohn. 
„Ein Schloss, sicherer als jedes bisher gemachte“, heißt es im Patent No. 2000 des Jahres 1778, das im königlichen Patentamt in London aufbewahrt wird. Heute wissen wir, dass Barron mit seiner selbstbewussten Behauptung recht hatte. Er läutete damit die kreativsten 100 Jahre ein, die es in der mechanischen Sicherheitstechnik gegeben hat. Barrons Idee war bahnbrechend und führt ein Grundprinzip ein, das bis heute die Basis für die kompliziertesten Tresorschlösser bildet.
Zitat aus der Patentschrift von 1778: 
„Wisse nun, dass ich, besagter Robert Barron, im Einklang mit dem vorher gesagten, hiermit erkläre, dass meine Erfindung eines Schlosses, sicherer als jedes bisher gemachte, in folgender Weise beschrieben wird.
Eine Verbesserung der Zuhaltungsfeder durch einen Sicherheitsstift, der so exakt in einen Durchgang oder Loch im Riegel passt, dass der Riegel nicht passieren kann, es sei denn, dass die genannte Sicherung oder Sicherungsstift in die richtige Position gebracht wird, was nur mit dem richtigen Schlüssel getan werden kann.“